# 黎國華
黎國華（1950年—），湖北宜昌人，是中國的野人考察志愿者，1976年起在神農架地區考察野人長達三十多年。

## 生平
曾先後当过伐木工、文工团员、科考队员。是中国科学探险协会会员。1984年调入神农架自然保护区科研所，参与金丝猴生态习性研究。
黎國華從1976年開始自費在神農架考察野人。1980年2月28日，黎國華首次親眼目擊一個将近两米高、直立行走、披头散发的野人，黎打算用土铳打傷牠再行捕捉，但土铳受潮未能打響，使野人終逃離現場。
黎國華三十年來在野外考察期間，有過數十次大難不死的遭遇，其中包括1993年在老君山摔下山崖。
在1980年代，黎國華曾經和前來中國考察野人的國際神秘動物學學會秘書長李察·葛林威爾見過面。
2012年，黎國華的探险纪实作品《1976—2012我的野人生涯》出版，分为34个章节，其中記述了他過去36年間追蹤野人的種種經歷。